# Josip Mlinko
Josip 'Joca' Mlinko - Mimika (Subotica, 3. srpnja 1876. – Mol, 9. studenoga 1962.) je bio bački skladatelj i narodni pjevač iz Subotice rodom Hrvat. Jedna je od najpoznatijih tamburaša svog vremena. 
Rođen je 1876. u Subotici. Pročuo se po vrsnim tamburaškim izvedbama. Poznato mu je djelo Veliko bačko kolo, ponegdje zvano Mimikino kolo. Drugo poznato Mlinkovo djelo je Bunjevka. Autor je još nekoliko izvornih kompozicija za tamburice. Među njima je kompozicija Prid pendžerom procvitala ruža. To je pjesma hrvatskog pjesnika Ivana Petreša koju je uglazbio Mlinko.
Umro je u Molu 1962. godine. 
Danas se jedna ulica u Subotici naziva njegovim imenom.